# Mavrud
A mavrud (bolgárul: мавруд) Bulgária egyik fontos helyi jelentőségű kékszőlőfajtája, amely a Rózsák völgyéből származik és a tipikus trákiai fajták közé tartozik. Bogyói rendszerint kicsik, termésmennyisége alacsony. A késői érésű szőlőfajták közé tartozik. Bora jellemzően tanninban gazdag, és hosszan érlelhető. Neve a görög mavro szóból ered, amelynek jelentése ’fekete’. Ez borának a színére utal, ugyanis a belőle készített bor általában tintás színnel rendelkezik.
A mavrud fajta elnevezése a helyi legenda szerint (Rettenetes) Krum bolgár kán (755?–814) uralkodásának idejéből (803–814) származik. A történet szerint az uralkodó parancsot adott arra, hogy a birodalmának a területén található összes szőlőt meg kell semmisíteni. Ugyanekkor történt, hogy elszabadult egy oroszlán, akivel senki sem mert szembenézi egy fiatal férfi kivételével, akinek végül sikerült legyőznie az állatot.
Ezután az uralkodó megkérdezte a Mavrud névre hallgató fiú édesanyját, hogy gyermeke honnan nyerte ezt a kivételes bátorságot. Az anya erre azt felelte, hogy egy kevés szőlőt titokban megőrzött, majd bort készített belőle, ez volt a fia bátorságának alapja. Ezt követően a kán rendeletet hozott, miszerint a szőlőültetvényeket újra kezdjék el termeszteni. A legenda szerint mavrudnak nevezték el a szőlőfajtát a fiú tiszteletére.